# Euthystachys abbreviata
Euthystachys abbreviata ist die einzige Art der Pflanzengattung Euthystachys, die der Familie der Stilbaceae angehört. Sie ist in Südafrika verbreitet.

## Beschreibung
Euthystachys abbreviata ist ein kleiner, Holzknollen bildender, vielstämmiger Strauch. Die Laubblätter sind heidekrautartig, linealisch, zunächst behaart, aber dann verkahlend. Sie stehen in Wirteln aus vier Blättern. 
Die Blüten stehen in aufsitzenden, eiförmigen Ähren. Sie sind ebenfalls aufsitzend und werden von zwei gegenständigen, weich behaarten Vorblättern begleitet. Die Kelchblätter sind gleichgestaltig und sind im unteren Drittel zu einer Röhre verwachsen. Die untere Hälfte der Krone ist röhrenförmig-trichterförmig, die obere Hälfte bildet fünf gleichgestaltige, abgespreizte, eiförmig zugespitzte Kronlappen. Bis auf einen Ring aus Trichomen im Kronschlund ist die Krone unbehaart. Die vier Staubblätter stehen leicht über die Krone hinaus. Der Fruchtknoten ist umgekehrt eiförmig, seitlich leicht eingedrückt und unbehaart. In jedem der zwei Fruchtknotenfächer steht eine einzige, basale Samenanlage. Der Griffel ist gerade, fadenförmig und unbehaart.

## Vorkommen
Euthystachys abbreviata kommt in den Bergen der zentralen Westkap-Region Südafrikas vor.